# (74463) 1999 CW37
(74463) 1999 CW37 – planetoida z pasa głównego asteroid okrążająca Słońce w ciągu 5,7 lat w średniej odległości 3,19 j.a. Odkryta 10 lutego 1999 roku.